# 歯茎吸着音
歯茎吸着音（はぐき きゅうちゃくおん）は、子音のひとつ。
国際音声記号では感嘆符[ǃ]で表わされる。かつては「c」を縦に伸ばした[ʗ]が用いられていたが、1989年に取り消された。

## 概要
歯茎吸着音の発音は歯吸着音のものに類似しているが、舌尖（舌端でなく）を歯茎の後部に接触させることで閉鎖を作る。
かつてそり舌音や硬口蓋音とされたこともあった。歯茎吸着音の記号[ǃ]自体、もともとは歯吸着音を表す記号の下にそり舌音を表す点を加えたものだった。しかし、ラディフォギッドとトレイルによって、むしろ歯茎音と呼んだ方がよいとされた。
吸着音は本質的に軟口蓋音または口蓋垂音との二重調音であり、国際音声記号では[k͡ǃ]のように書くか、あるいはタイを省略して[kǃ]のように書くことができる。同様に帯気音は[kǃʰ]、有声音は[ɡǃ]、鼻音は[ŋǃ]のように書かれる。
ズールー語およびコサ語の正書法では「q」と書かれる（qh [kǃʰ], gq [ɡǃ], nq [ŋǃ]）。

## 言語例
- ズールー語：qaqa [kǃàːkǃá] 「元に戻す」、isinqe [ìsìːŋǃé] 「尻」[7]
- コサ語：ukuqoba [ukúkǃoɓa] 「石を割る」[6][8]
- ナマ語：[kǃoas] 「くぼみ」、[kǃʰoas] 「帯」、[ŋ̥ǃʰoas] 「物語る」、[ŋǃoras] 「トウモロコシを収穫する」、[kǃˀoas] 「会合」[9]。